# 吉橋広宣
吉橋 広宣（よしはし ひろのぶ）は、日本の放送作家。東京都渋谷区出身。早稲田大学政治経済学部中退。バラエティ番組や報道番組、生活情報番組など幅広く手がける。日本脚本家連盟会員。 日本放送作家協会会員。 　　

## 主な担当番組
- 特命リサーチ200X（日本テレビ）
- 香取慎吾の特上!天声慎吾（日本テレビ）
- 世界まる見え!テレビ特捜部（日本テレビ）
- NEWS ZERO（日本テレビ）
- news zero（日本テレビ）
- ワールド☆レコーズ（日本テレビ）
- 未知の世界を撮りたい 驚き(秘)映像ハンター!ドリームビジョン（日本テレビ）
- ビートたけしのお笑いウルトラクイズ（日本テレビ）
- ビートたけしの今まで見たことないテレビ（日本テレビ）
- リアルロボットバトル日本一決定戦（日本テレビ）
- 密室謎解きバラエティー 脱出ゲームDERO!（日本テレビ）
- 宝探しアドベンチャー 謎解きバトルTORE!（日本テレビ）
- 遊ワク☆遊ビバ!（日本テレビ）
- たべごろマンマ!（日本テレビ）
- 爆笑スタイルチェンジ（日本テレビ）
- ささるぅ（日本テレビ）
- クレイジーゲームショー 極限Rooms（日本テレビ）
- 衝撃スクープ裏のウラ 全部ホンモノ最強版（日本テレビ）
- 世界で本当にあった!奇跡の救出映像50（日本テレビ）
- くりぃむしちゅーのどっきり大作戦（日本テレビ）
- 24時間テレビ 「愛は地球を救う」（日本テレビ）
- まけたらアカン!（フジテレビ）
- なるほど!ザ・ワールド（フジテレビ）
- 世界の絶景100選（フジテレビ）
- わかるテレビ（フジテレビ）
- 池上彰スペシャル～宗教がわかればニュースのナゾが解ける～（フジテレビ）
- スポコン!（テレビ朝日）
- GET SPORTS（テレビ朝日）
- フルタの方程式（テレビ朝日）
- 決定版!日本の名曲グランプリ（テレビ朝日）
- 昭和の名曲シリーズ（テレビ朝日）
- 今夜は大熱唱！昭和の名曲 歌うランキングSHOWW（テレビ朝日）
- ソレダメ!〜あなたの常識は非常識!?〜（テレビ東京）

ほか多数